# THEATRE E9 KYOTO
THEATRE E9 KYOTO（シアター イーナイン きょうと）は、2019年6月22日に開館した一般社団法人 アーツシード京都が運営している京都府京都市南区にある劇場。

## 概要
2015年から2017年にかけて京都市にある小劇場 が相次いで閉館する。これに危機感をもった演劇関係者が集まり2017年に一般社団法人 アーツシード京都を設立して「京都に100年続く小劇場を」を目標に京都駅 東南部エリアである東九条に新しい小劇場を作るプロジェクトを開始する。
公的な資金援助に頼らず、民間企業からの協賛・助成・寄付 やクラウドファンディング で資金を集めて2019年6月に開館 して「オープニングプログラム 2019-2020」が行われる。
開館時の主なスタッフとして、館長：茂山あきら、副館長：やなぎみわ、支配人：蔭山陽太、芸術監督：あごうさとし、顧問：御厨貴 が努めている。

## 施設
鉄骨造2階建て、建築面積 310.95平方メートル 
1階
- 舞台：客席 89、劇場延べ床面積 110平方メートル（客席含む）
- カフェ：Cafe & Restaurant Odashi

2階
- 楽屋
- コワーキングスペース：Collabo office E9

## アクセス
- JR 京都駅 八条口から徒歩14分
- JR・京阪 東福寺駅から徒歩7分
- 京都市営地下鉄 九条駅から徒歩11分
- 京都市営バス「河原町東寺道」より徒歩3分、「九条河原町」より徒歩6分
- 専用駐車場なし [17]